# 손성곤
손성곤(孫性坤, 1987년 7월 12일 ~ ) 은 KBO 리그 선수이다.

## 출신학교
- 성동초등학교
- 설악중학교
- 속초상업고등학교
- 탐라대학교